# Moriori
De Moriori is een volk van Polynesische oorsprong dat zich vanaf ongeveer 1500 op de Chathameilanden (600 km ten oosten van Nieuw-Zeeland) vestigde en daar tot in de negentiende eeuw min of meer ongestoord woonde. In 1835 voeren twee Maoristammen (de Ngati Mutunga en de Ngati Tama van het Noordereiland) naar de eilanden om zich daar ook te vestigen, eerst vreedzaam, maar spoedig gewelddadig. Zij doodden meer dan 200 Moriori  en de rest van de bevolking werd op wrede wijze als slaaf behandeld en verdween geleidelijk als samenhangende gemeenschap. Hoewel in 2006, bij een volkstelling, 942 inwoners van Nieuw-Zeeland aangaven dat zij afstammelingen waren van de Moriori, geldt het volk als zodanig als uitgestorven. Deze nakomelingen wonen verspreid over het hele land met een zwaartepunt in de regio Canterbury (192 nakomelingen) en Auckland (132 nakomelingen).

## Afkomst
Oorspronkelijk ging men ervan uit dat de Moriori van Melanesische afkomst waren, en niet Polynesisch zoals de Maori's van Nieuw-Zeeland. Sinds 1894 wordt de oorsprong van de Moriori wetenschappelijk onderzocht. De eerste onderzoeker die zich met deze vraag bezighield was Dr. John H. Scott. Hiervoor deed hij onderzoek aan 38 mensen. Scott meende dat de Maori en de Moriori in principe eenzelfde Polynesische, gemeenschappelijke stam hadden, maar dat ze door Melanesisch invloeden verder af stonden van de Maori's. Later gingen meer onderzoekers zich bezighouden met de vraag naar de afstamming. Probleem was echter dat aan het einde van de 19de eeuw het aantal Moriori's die geen nakomelingen waren van gemengde huwelijken, gestaag en snel daalde. Op 19 maart 1933 stierf de laatste Moriori, zodat het onmogelijk werd onderzoek te doen aan nog levende Moriori van ongemengde afkomst. Sinds het einde van de 20ste eeuw gaan antropologen ervan uit dat dat de Moriori een puur Polynesische afkomst hebben en zich tussen de 9de en de 16de eeuw op de Chathameilanden hebben gevestigd. Meestal wordt aangenomen dat het tijdstip van vestiging rond 1500 lag. Door de geïsoleerde ligging van de eilanden ontwikkelden zij daar een geheel eigen taal en cultuur, waardoor ze als volk zich duidelijk van de Maori's onderscheidden.

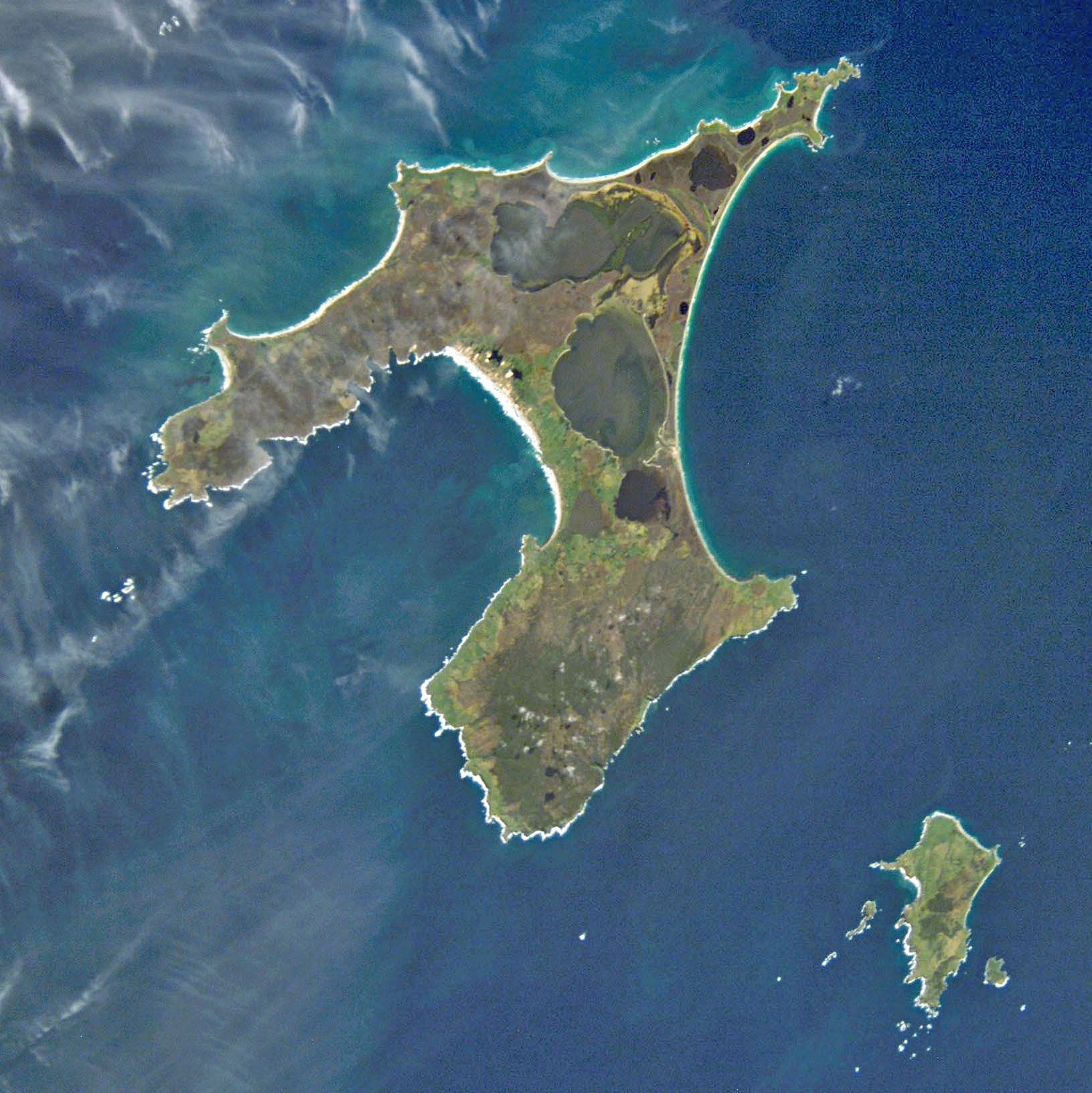
De  Chathameilanden vanuit de ruimte
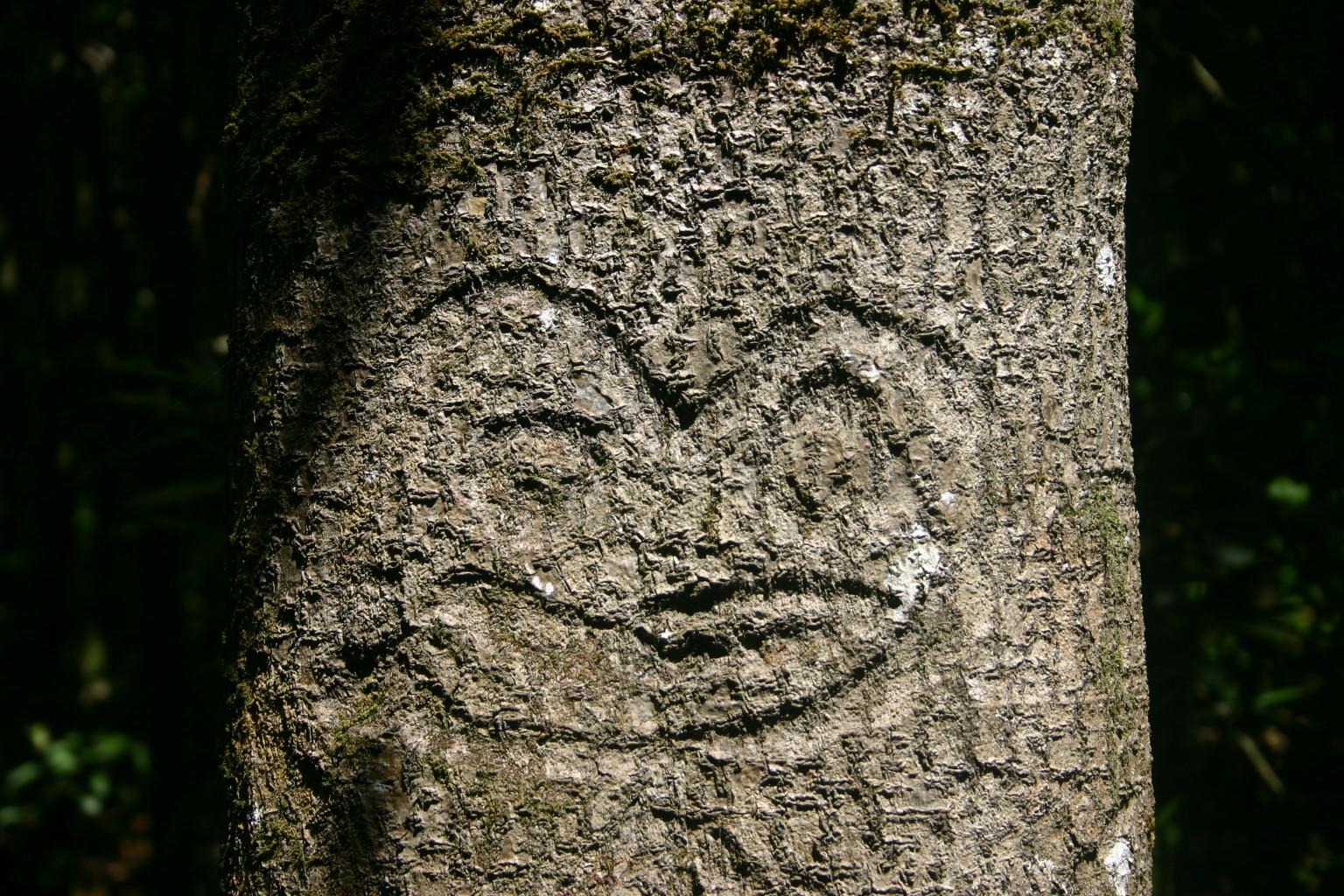
Moriorikunst. Motief gekerfd in boombast
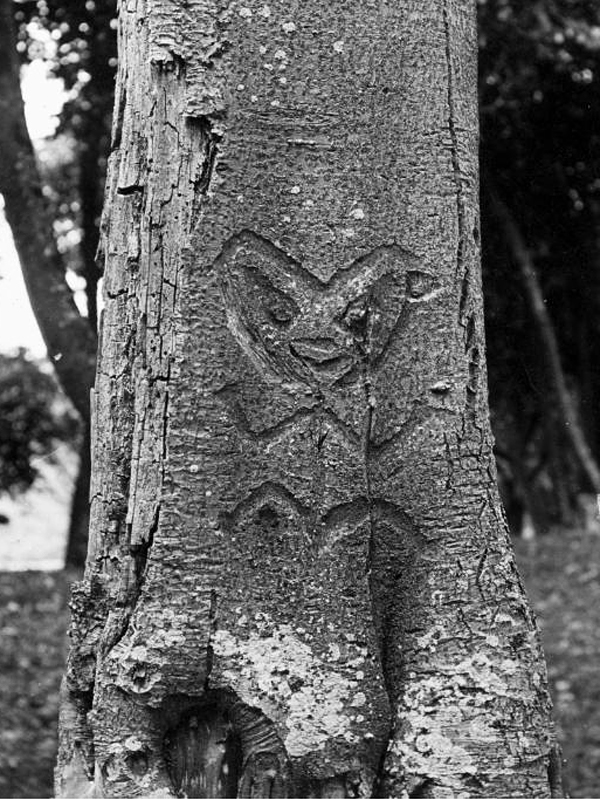

## Herkomst van de naam
De spelling van de naam van de Moriori is varieert van Moriori via Mooriori, Mouriuri, Maioriori en Maoriori. De meest gebruikelijke spelling is het Engelse Moriori, waarbij  de eerste "o" lang wordt uitgesproken. Er is geen consensus over de oorsprong en betekenis van de verschillende namen. Het is mogelijk dat het volk zichzelf zo noemde, maar het kan ook zo zijn dat de eerste Europeanen hen zo noemden. Het woord Maori is niet zozeer de naam voor een bepaald volk met bepaalde kenmerken, maar volgens de Dictionary of the Maori Language van Herbert W. Williams is het een algemene aanduiding,  zoiets als de mensen die hier wonen. De term werd dan ook pas gebruikt sinds de tijd dat de Europeanen er kwamen. Er werden onder de Moriori wel andere aanduidingen gebruikt als namen voor bepaalde clans op de eilanden.

## Invloeden van buitenaf
Waarschijnlijk vond het eerste contact van de Europeanen met de Moriori plaats op 29 November 1791. Op die dag ging luitenant William 
Robert Broughton met het schip de Chatham voor anker bij het eiland Rekohu, het grootste eiland van de archipel. Bij een poging om met de bewoners ruilhandel te bedrijven, rezen er misverstanden en als gevolg daarvan werd er gevochten, waarbij een Moriori werd gedood. Na het vertrek van de Chatham besloten de verschillende stammen om in de toekomst vreemdelingen welwillend tegemoet te treden en conflicten vreedzaam op de lossen, dit werd de zogenaamde Nunukuswet. Deze wet werd later hun noodlot. Vóór het vertrek van de Chatham plaatste William Broughton de Britse vlag met de mast in de grond en gaf de naam van zijn schip aan het hoofdeiland. Verder eiste hij het eiland op voor de Britse Kroon (koning George III).
Begin 1800 kwamen er walvisvaarders en robbenjagers op de Chathameilanden aan land. In 1827 en de daarop volgende jaren werden grote hoeveelheden varkensvlees van de Chathameilanden naar Nieuw-Zeeland getransporteerd. In 1827 kwamen de eilanders in contact met de schipbreukelingen van het  zeilschip de Glory dat op 15 januari van dat jaar zonk voor de kust van Pitt Island. Er wordt aangenomen dat de zes overlevenden met een zeilkano van de Moriori zijn teruggekeerd naar Nieuw-Zeeland en zeker de Bay of Islands hebben bereikt.

### Invasie van de Maori's
Op 17 november 1835 kwam John Harewood (de kapitein) met het schip de Rodney naar de Chathameilanden, vergezeld door ongeveer 500 Maori's uit de stammen Ngati Mutunga en de Ngati Tama. Sommige bronnen spreken van 900 invallers, die in twee groepen naar de eilanden kwamen. De invallers waren door de slopende, drie dagen lang durende reis verzwakt en werden door de Moriori gastvrij opgevangen. Maar later ontstonden er conflicten en gingen de oorlogszuchtige Maori's over tot vijandelijkheden. Zij vielen de Moriori's aan, doodden meer dan 200 van hen en maakten de overlevenden tot hun slaven. Moriori's die probeerden te ontsnappen werden gedood.
Het is waarschijnlijk dat rond 1791 nog 2000 Moriori's op de eilanden woonden. In 1862 maakte de Moriori Council, samengesteld uit de 101 overlevenden Moriori's, een lijst met namen van 1663 medebewoners die kort voor de invasie van de Maori's op het eiland hadden geleefd. Reeds tussen 1791 en 1835 liep het aantal inwoners terug door dodelijke ziekten veroorzaakt door infecties met ziektekiemen die de Europeanen meenamen. Het verlies van 1500 mensenlevens tussen 1835 en 1862 is echter veroorzaakt door het optreden van de Maori's van het Noordereiland. De laatste Moriori overleed op 19 maart 1933. Deze man (Tame Horomona, zijn Engelse naam was Tommy Solomon) was als laatste overlevende in Nieuw-Zeeland uitgegroeid tot een bekendheid.
Tussen 1862 en 1874 was er een opstandige, deels christelijk religieuze, maar ook zeer gewelddadige beweging onder de Maori's van Nieuw-Zeeland actief, de Pai Mārire. Zij speelde een rol in de Maori-oorlogen. In 1866 trad de Engelse koloniale overheid met militair geweld tegen deze beweging op en maakte van de Chathameilanden een strafkolonie waar gearresteerde opstandelingen werden ondergebracht. Onder hen was een Maori die twee jaar later met een gekaapt zeilschip (de schoener de Rifleman) samen met 300 medestanders wist te ontsnappen.

#### Ecologische verklaring voor deze genocide
De  evolutionair bioloog en aardwetenschapper Jared Diamond verklaart in zijn boek Zwaarden, paarden en ziektekiemen waardoor de Maori's, hoewel een minderheid op de Chathameilanden, zo gemakkelijk de Moriori's konden onderwerpen. Beide volkeren waren in het verleden landbouwers met gespecialiseerde kennis over de verbouw van gewassen die vooral in een tropisch klimaat gedijen. Op Nieuw-Zeeland ontwikkelden de Maori's met deze kennis een landbouwcultuur waarbij overschotten werden geproduceerd. Daardoor kon het bevolkingsaantal stijgen en werden mensen vrijgesteld van de productie van voedsel. De vrijgestelden werden specialisten die macht verwierven door krijgskunst en het heffen van belasting en herverdelen van de opbrengst. Maar er kwamen ook kunstenaars en bouwkundigen die huizen en forten ontwierpen en bouwden. Zo ontstonden legers, legeraanvoerders en gezagsdragers. De Maori's op Nieuw-Zeeland hebben daardoor een lange geschiedenis van onderlinge oorlogen. Het veroveren en onderwerpen van andere stammen werd onderdeel van hun cultuur (en niet alleen die van de Maori's).
De Moriori daarentegen koloniseerden eilanden met een gematigd klimaat, maar wel zeer rijk aan zeezoogdieren, schelpdieren, zeevogels (en hun eieren) en zeevis. Al deze voedselbronnen waren gemakkelijk bereikbaar met relatief eenvoudige jachtwapens zoals knuppels. De landbouwkundige kennis die ze mogelijk nog hadden, was door het klimaat niet toepasbaar op deze eilanden.Van het aanleggen en herverdelen van voedselvoorraden was geen sprake, ook niet van een standenmaatschappij met een klasse van krijgers. Zij bleven jagers en verzamelaars en ontwikkelden een cultuur waarin het bevolkingsaantal niet te hoog kon oplopen en waarin geen leger en legeraanvoerders bestonden. Zij leerden daarentegen om conflicten op te lossen zonder gebruik van geweld. Daarom waren ze volstrekt weerloos ten opzichte van de Maori's.

## Het Waitangitribunaal
In 1975 kwam in Nieuw-Zeeland een wet tot stand waarbij de oorspronkelijke bewoners, meestal de Maori's schendingen van hun rechten aanhangig konden maken. In 1985 werd het mogelijk om verdragsschendingen sinds 1840 aan te brengen. De naam van het tribunaal verwijst dan ook naar het Verdrag van Waitangi dat in 1840 werd gesloten met een groot aantal stamhoofden van de Maori's.
In de jaren 1990 brachten de nakomelingen van de Moriori's hun zaak voor dit tribunaal en werden zij erkend als de eerste bewoners van de Chathameilanden. Het tribunaal erkent dat de slavernij die de Moriori te verduren kregen een duidelijke schending was van de Slavery Abolition Act die in 1833 tot stand kwam en voor het heel Britse Rijk gold. In 1842 maakten de Chathameilanden formeel deel uit van dit rijk. Verder werd vastgesteld dat minstens de helft van het land aan de oorspronkelijke bewoners teruggegeven moet worden omdat het onterecht of tegen veel te lage prijzen werd onteigend.